# Hélène de Hongrie (reine de Croatie)
Ne doit pas être confondu avec Hélène de Hongrie (1155-1199).
Hélène de Hongrie (en hongrois : Ilona), également connue sous le nom d'Hélène la Belle (en croate : Lijepa Jelena), née vers 1050 et morte vers 1091, est une princesse de la dynastie des Árpád, fille du roi Béla Ier de Hongrie et de Richezza de Pologne. Elle fut reine consort de Croatie de 1075 à 1089 par son mariage avec Dmitar Zvonimir.

## Famille
Hélène est née princesse hongroise, la fille de Béla Ier (mort en 1063), roi de Hongrie à partir de 1060, et de son épouse Richezza (1013–1075), elle-même la fille du roi Mieszko II de Pologne. Elle est ainsi la sœur des rois Géza Ier et Ladislas Ier de Hongrie, petite-fille du roi polonais Mieszko II Lambert, et arrière-petite-fille du tsar Samuel de Bulgarie.
Elle fait partie de la famille influente des Árpád étant la tante d'Irène de Hongrie, mère de l'empereur byzantin Manuel Ier Comnène.

## Reine
Elle devient reine de Croatie lors de son mariage avec le prince et futur roi Dmitar Zvonimir, membre de la famille Trpimirović, un parent éloigné qu'elle épouse en 1063. Ils ont un fils nommé Radovan qui meurt à la fin de son adolescence et deux filles nommées Claudia et Vinica.
Par son mariage, Dmitar Zvonimir a pu tisser de nouveaux liens avec le royaume de Hongrie, mais également avec la Pologne et l'Empire byzantin. Reine consort à partir de 1075, Hélène de Hongrie est populaire auprès des Croates qui l'appelent souvent Jelena Lijepa (« Hélène la Belle »). On pense qu'elle fut une épouse influente.
À la mort de son mari en 1089, elle aurait prévu discrètement de transférer l'héritage de la couronne croate à son frère, Ladislas Ier de Hongrie, roi de Hongrie, ce qui provoque une décennie de guerre et d'instabilité dans le royaume, entraînant l'union de la Croatie et de la Hongrie qui dure jusqu'en 1918.
Hélène de Hongrie meurt vers 1091.